# Sadóvoye (Krasnodar)
Sadóvoye (del ruso: Садовое) es un seló del raión de Tuapsé del krai de Krasnodar, en el sur de Rusia. Está situado cerca de la orilla derecha del curso alto del río Psékups, afluente del Kubán, 32 km al nordeste de Tuapsé y 74 km al sur de Krasnodar, la capital del krai.  Tenía 509 habitantes en 2010.
Pertenece al municipio Shaumiánskoye.

## Historia
El seló aparece el 4 de diciembre de 1869 por la disolución de la stanitsa Vladikavkazskaya, fundada en 1864, y con el acantonamiento en la localidad de un regimiento de los cosacos de la Línea del Cáucaso y dos regimientos de tiradores. En 1881 contaba con 96 habitantes. En 1955 es registrada como localidad del raión de Tuapsé del krai de Krasnodar.

## Transporte
Al oeste de la localidad se halla la estación Chinary del ferrocarril Tuapsé-Krasnodar.